# La finta pazza
La finta pazza (deutsch etwa: „Die vorgeblich Wahnsinnige“) ist eine Oper in einem Prolog und drei Akten von Francesco Sacrati (Musik) mit einem Libretto von Giulio Strozzi nach dem 2. Buch des Epos Achilleis von Publius Papinius Statius und der Nr. 96 der Fabulae des Hyginus Mythographus. Sie wurde am 14. oder 27. Januar 1641 zur Eröffnung des Teatro Novissimo in Venedig uraufgeführt. Eine fahrende Operntruppe zeigte ab Mai 1644 eine überarbeitete Fassung. 1645 gab es eine Aufführung in Paris vor dem jungen König Ludwig XIV.

## Handlung

### Kurzfassung
Vorgeschichte. Die Oper behandelt eine Episode der griechischen Mythologie. Die Meeresnymphe Tetide (Thetis) hat durch ein Orakel erfahren, dass ihr Sohn Achille (Achilleus) eine wesentliche Rolle im Trojanischen Krieg spielen soll, dabei aber umkommen wird. Um ihn zu schützen, versteckt sie ihn als Frau verkleidet am Hof des Königs Licomede (Lykomedes) auf der Insel Skyros. Dort lebt Achille bei den Frauen. Er offenbart seine wahre Identität nur Prinzessin Deidamia (Deidameia), in die er sich verliebt. Die beiden haben bereits einen Sohn, Pirro. Trotz seines Glücks sehnt sich Achille insgeheim nach Waffen und Krieg. Da auch die Griechen von dem Orakel wissen, schicken sie Ulisse (Odysseus) und Diomede (Diomedes) nach Skyros, um Achille aufzuspüren. Diomede hatte früher einmal ein Verhältnis mit Deidamia, das er gerne erneuern würde.
Erster Akt. Ulisse und Diomede treffen auf Skyros ein und werden zum König gebracht. Die Göttinnen Giunone (Juno) und Minerva unterstützen ihr Vorhaben und überreden auch Tetide, Achilles Mitwirkung am Krieg nicht länger zu verhindern. Achille und Deidamia erfahren von der Ankunft der Griechen. Deidamia bittet ihren Geliebten, sie nicht zu verlassen. Sie einigen sich darauf, notfalls gemeinsam abzureisen, und schwören sich ihre Liebe. Nach einem kurzen Streitgespräch zwischen den Göttern Giove (Jupiter), Venere (Venus) und Amore (Amor) sowie der Allegorie des Sieges (La Vittoria) überreden die beiden Griechen den König, das Frauengemach auf Skyros betreten zu dürfen. Ein Eunuch unterhält sie mit seinem Gesang. Ulisse schenkt den Mädchen eine Schatulle, in der sich neben Schmuck auch ein Dolch befindet. Achille verrät sich durch die Gier, mit der er sich darauf stürzt.
Zweiter Akt. Diomede, Ulisse und Achille unterhalten sich über die Liebe, über die sie unterschiedliche Ansichten haben. Achilles erhält von seinem Vater, dem Gott Vulcano (Vulcanus), eine Lanze. Venere preist die Macht der Frauen über die Männer und befürwortet Täuschungen, um die eigenen Ziele zu erreichen. Deidamia erfährt von ihrer Amme, dass Achille ohne sie aufbrechen will. Während er in spielerischen Zweikämpfen mit den Griechen seine Fähigkeiten zeigt, sucht sie nach einem Ausweg. Um eine schnelle Entscheidung im Trojanischen Krieg zu verhindern, schickt Giove La Vittoria nach Skyros. Sie soll Deidamia raten, Wahnsinn vorzutäuschen, um Achilles Abreise zu verhindern. Diomede, der Eunuch, die Amme und der Hauptmann der Wachen von Skyros sorgen sich um die vermeintlich wahnsinnige Prinzessin.
Dritter Akt. Licomede lässt seine Tochter fesseln, um sie zu beruhigen. In ihrem angeblichen Wahn offenbart sie den anderen ihre Beziehung mit Achille. Tetide bittet vergeblich den Fährmann der Toten, Caronte (Charon), um Hilfe, ihren Sohn zu retten. Caronte weist sie auf das bereits feststehende Schicksal hin. Durch scheinbar im Schlaf gemurmelte Worte bringt Deidamia Achille dazu, sich offen zu ihr zu bekennen und um ihre Hand anzuhalten. Anschließend „gesundet“ sie von ihrem Wahn. Licomede lernt endlich seinen Enkel Pirro kennen. Die Freude ist jedoch nur kurz, da sich der Aufbruch in den Krieg nicht länger aufschieben lässt. Ein Chor himmlischer Geister trägt Deidamias jetzt gelöste Ketten in den Himmel.

### Prolog (erste Fassung) – „Il consiglio improvviso“ (‚Der unvorhergesehene Rat‘)
Auf einem fliegenden Drachen reitend erscheint der „unvorhergesehene Rat“ und stellt sich dem (weiblichen) Publikum als Sohn armer Eltern vor: der Not („Bisogno“) und der Vorsicht („Prudenza“). Die Frauen lernen von ihm die Kunst der Verführung und die Fähigkeit, den geliebten Mann an sich zu binden. So wie er den Drachen lenke, überwinden die Frauen ihren Stolz. Auf seinen Rat hin gibt Deidamia im folgenden Drama vor, dem Wahn verfallen zu sein, um den von ihr geliebten Achille zurückzugewinnen.

### Prolog (zweite Fassung)
Fama (der Ruhm) und Aurora (die Morgenröte) erreichen zeitgleich die Insel Skyros. Fama steht für die ruhmreiche Zukunft Achilles, Aurora für den idyllischen Charakter der Insel. Beide wähnen sich am Ziel ihrer Reise.

### Prolog (Paris 1645)
Aurora besingt die verliebten Zeffiretten (milde Westwinde), die im Morgengrauen umherfliegen und das Schicksal und den künftigen Ruhm des Achille beschreiben (Arie Aurora: „Zeffiretti innamorati“). Flora, die Göttin der Blüte, will ihm zu Ehren Blumen und Kränze verstreuen. Sie weist aber darauf hin, dass die mächtige Stadt Paris einst seinen Ruhm noch überstrahlen werde. Aurora ergänzt, dass der französische König Louis (Ludwig XIV.) in jungen Jahren ruhmreich Krieg führen und später Frieden stiften und mit gnädiger Majestät herrschen werde (Arie Aurora: „Vedrà dopo il girar di molti lustri“).

### Erster Akt – „Protesi“ (‚Einleitung‘)
Seehafen auf der Insel Skyros
Szene 1. Ulisse und Diomede treffen als Abgesandte der Griechen im Hafen von Skyros ein. Ihre Aufgabe ist es, Achille zu finden, ohne den einem Orakel zufolge der Sieg über Troja nicht möglich ist. Diomede erzählt seinem Freund, dass er selbst einst auf Skyros als Waffenexperte für König Licomede arbeitete und sich in dessen Tochter Deidamia verliebte. Die Inselbewohner empfangen sie und führen sie zum König.
Szene 2. Die Göttinnen Giunone und Minerva sind fest entschlossen, Ulisses Mission den Erfolg zu sichern. Die Meeresnymphe Tetide hingegen widerspricht. Sie ist Achilles Mutter und will ihren Sohn vor den Gefahren im Trojanischen Krieg bewahren. Aus diesem Grund hat sie ihn auf Skyros versteckt. Da die anderen sie aber auf den großen Ruhm hinweisen, den er als Anführer des griechischen Heeres gewinnen werde, gibt Tetide nach und ist bereit, Achille seinem Vaterland zu opfern.
Hof mit Loggien und Statuen sowie Bogen und Vorhang
Szene 3. Der junge Achille lebt als Frau verkleidet unter dem Namen „Phyllis“ am Königshof von Skyros. Nur wenige kennen seine wahre Identität, darunter Prinzessin Deidamia (Duett Achille/Deidamia: „Ombra di timore“). Die beiden sind heimlich längst ein Paar. Sie haben sogar bereits ein Kind, den kleinen Pirro. Dennoch träumt Achille immer wieder von Schlachten und Krieg. Als die Nachricht von der Ankunft Ulisses und Diomedes eintrifft, erzählt Deidamia ihm von den Kriegsvorbereitungen. Auch ihr Vater werde ein Kriegsschiff nach Troja schicken. Achille fühlt sich hintergangen. Er würde am liebsten ebenfalls in den Kampf ziehen. Deidamia bittet ihn, bei ihr zu bleiben. Notfalls würde sie ihm in den Kampf folgen. Die beiden schwören sich ihre unverbrüchliche Liebe (Duett Achille/Deidamia: „Felicissima giorno“).
Szene 4 [–]. La Vittoria (der Sieg) fragt ihren Vater Giove, welcher der beiden Parteien des Trojanischen Kriegs sie ihre Gunst schenken solle. Giove entgegnet, dass dieser Krieg lange dauern werde. Auch Venere, die Göttin der Schönheit, meint, dass ihr heute nicht der Sinn nach Siegen stehe. Die Götter ziehen es jedoch vor, bewaffnet und gerüstet in den Kampf ziehen, nicht mit der Schönheit eines nackten Körpers. Venus weist sie darauf hin, wie effektiv das liebende Antlitz einer Venus einen bewaffneten Mars entwaffnen könne. Sie will selbst nach Skyros gehen, um Achille mit allen Mitteln zurückzuhalten (Arie Venere: „E trovato, che sarà“). Ihr Sohn Amore weigert sich, ihr dorthin zu folgen. Sie solle den Krieg Mars überlassen und nicht zu einem Spielball der Sterblichen werden. Zudem habe das Schicksal bereits den Untergang Trojas beschlossen (Duett Venere/Amore: „So, ch’il fato d’Asia vuol“).
Szene 5 [4]. Licomede verspricht Ulisse und Diomede seine Unterstützung. Um seinem eigentlichen Auftrag, der Suche nach Achille, nachzukommen, besteht Diomede darauf, auch den weiblichen Bewohnern des Hauses vorgestellt zu werden. Licomede zögert, da er die schüchternen Mädchen nicht beunruhigen will. Schließlich muss er jedoch dem Drängen seiner Gäste nachgeben und lässt die Vorhänge zu den Damengemächern aufziehen.
Szene 6 [5]. Ulisse und Diomede bewundern die Schönheit der versammelten Mädchen, die gerade den widerwilligen Eunuco (Eunuchen) zu einem Lied überreden (Canzonetta a tre voci Eunuco/Deidamia/Achille: „Il canto m’alletta“). Da Lycomede die Mädchen nun auffordert, seine Gäste zu begrüßen, muss der Eunuch den Vortrag alleine zu Ende bringen (Arie Eunuco: „Belle rose, che regine“). Ulisse reicht den Mädchen eine Schatulle mit Schmuckstücken, die mit großer Freude angenommen werden. In dem Kästchen befindet sich auch ein Dolch – eine List, um Achille zu enttarnen. Tatsächlich stürzt sich dieser sofort darauf und kann seine Identität nicht länger leugnen. Ulisse und Diomede fordern ihn auf, sich ihnen anzuschließen (Ulisse/Diomede/Achille/Licomede: „Di Grecia tutta i più sopiti eroi“).
Szene 7 [–]. Minerva und Giunone leiten zum „Tanz des Leidens“ („Sofferenza“) über (Duett Minerva/Giunone: „A soffrire, a soffrire“), den die jungen Leute der Insel mit ihrem Gesang begleiten (Chor: „Che fate in questi chiostri“).
(Paris 1645:) Ballett für vier Eunuchen, vier Bären und vier Affen.

### Zweiter Akt – „Epitasi“ (‚Haupthandlung‘)
Szene 1. Diomede ist eifersüchtig auf Achille, der offensichtlich eine Liebesbeziehung mit seiner einstigen Geliebten Deidamia hat (Duett Diomede/Ulisse: „L’amante modesto“).
Szene 2. Achille teilt Ulisse und Diomede mit, wie sehr er sich über das Ende seines Versteckspiels freut (Arie Achille: „Dolce cambio di natura“). Sie unterhalten sich kurz über die Liebe: Während Achille seine Zuneigung mehreren Frauen schenken will, glaubt Ulisse an die Treue. Die drei Männer begeben sich zum Hafen, wo sie ihre Stärke in Kämpfen messen wollen.
Szene 3. Der Feuergott Vulcano gibt seinem Sohn Achille eine mächtige Lanze, deren Holz Minerva persönlich bearbeitete und dessen Eisenspitze er selbst schmiedete.
[Szene 4] (Paris 1645). Venere wirft ihrem Ehemann Vulcano vor, zu viel Zeit mit der Herstellung von Kriegswaffen zu verbringen. Sie neckt ihn damit, dass sie trotz ihrer Ehe weitere Liebschaften habe, während er in seiner Höhle lebe. Falls er allerdings eine Waffe für ihren Günstling Paris schmieden wolle, werde sie ihm erneut ihre Liebe schenken. Vulcano verspricht ihr dies. Venere besingt ihre Macht über die Männer (Arie Venere: „Sì, sì, ch’egli è ben giusto“).
Szene 4 [5]. Deidamia erfährt von ihrer Amme (Nodrice), dass Achille ohne sie abreisen wolle. Sie fühlt sich von ihm verraten. Die Amme rät ihr, ihre Enttäuschung zu verbergen. Er könne unmöglich weiter bei den Frauen leben und genauso wenig könne sie ihrem Vater von dem Verhältnis erzählen. Entweder Achille werde bald zurückkehren oder sie werde einen anderen Ehemann finden.
Szene 5 [6]. Achille hat die spielerischen Schaukämpfe gewonnen. Er sehnt sich nach dem Krieg und drängt Ulisse und Diomede zur Abreise.
Szene 6 [7]. Deidamia sucht verzweifelt nach einem Weg, Achille zum Bleiben zu bewegen.
Szene 7 [8]. Auf einem Adler reitend entschuldigt sich Giove bei seiner Frau Giunone für seine häufige Abwesenheit. Während Giunone auf der Vernichtung Trojas besteht, ist Giove noch unentschlossen. Er fordert Vittoria auf, Deidamia beizustehen. Diese soll Wahnsinn vortäuschen, um Achille zum Einlenken zu bewegen (Arie Vittoria: „Senno contro stoltezza invan contrasta“).
Prächtiger weiter Platz auf Skyros
Szene 8 [9]. Der Hauptmann der Inseltruppen schämt sich dafür, im Kampf gegen Achille verloren zu haben, den er lange für ein verweichlichtes Mädchen gehalten hatte. Selbst seine eigene Frau hat ihn dafür ausgelacht.
Szene 9 [10]. Der Eunuch informiert Diomede darüber, dass Deidamia den Verstand verloren habe. Er vermutet, dass sie ein Verhältnis mit Achille hatte und jetzt unter Liebeskummer leide.
Szene 10 [11]. Deidamia hat sich mit einem Schwert bewaffnet und ruft alle mit wirren Worten zum Kampf auf (Wahnsinnsszene). Die anderen versuchen vergeblich, sie zu beschwichtigen (Arie Eunuco: „Serva, serva chi vuole“ – Chor: „Nella musica del mondo“ – Chor: „Quelle poma acerbe, e dure“ – Arie Deidamia: „Verga tiranna ignobile“). Diomede, der Eunuch und die Amme versuchen sie zu fangen und zu fesseln (Arie Nodrice: „Imparate, imparate“).
Szene 10f [–]. Der Akt endet mit einem Ballett und Chor der Hofnarren („Senza legge, senza metro“).

### Dritter Akt – „Catastrofe“ (‚Auflösung‘)
Szene 1. Die alte Amme und der Eunuch unterhalten sich über die Liebe und Deidamias Wahnsinn.
Szene 2. Deidamia spielt weiterhin die Wahnsinnige. Sie vergleicht sich selbst mit einem Adler, der im Wald jagen will.
Szene 3 [2f]. Licomede lässt sie in Ketten legen. Wie im Wahn gesteht sie ihrem Vater und den anderen ihr Verhältnis mit Achille und die Geburt ihres Sohnes. Licomede glaubt ihr kein Wort, behauptet aber, er würde eine Beziehung mit diesem Helden begrüßen. Er lässt Deidamia von seinen Dienern fortführen.
Furchterregender Höllenschlund
Szene 4 [–]. Caronte, der Fährmann der Toten, verachtet die Versuche schöner Frauen, ihn mit Hilfe von Schminke besänftigen zu wollen (Arie Caronte: „Se ben han volti angelici, e divini“). Tetide bittet ihn um Unterstützung, die Hilfe Plutones zu gewinnen, um ihren Sohn zu retten. Caronte weist sie auf die Aussichtslosigkeit dieses Wunsches hin. Sie muss das Schicksal annehmen (Arie Tetide: „Resti libera, o Tetide“).
Szene 5 [3]. Ulisse ist verärgert darüber, dass sich die Abreise nun verzögert. Er kann nicht glauben, dass es sich nur um einen Zufall handelt (Arie Ulisse: „Io veggo il caso ognor“). Eunuco bittet ihn, ihm bei der Suche nach Nieswurz zu helfen. Der Hofarzt glaube, dass diese Pflanze Deidamias Wahnsinn heilen könne.
Königlicher Garten
Szene 6 [4]. Achille befiehlt, Deidamia sofort die Fesseln zu lösen. Sie legt sich auf die Wiese und gibt vor, zu schlafen. Achille hat keine Spur von Wahnsinn erkennen können, doch Diomede meint, dass ihr Gedächtnis gestört sei und sie ihn nicht erkennen könne. Durch geschickte, wie im Schlaf gemurmelte Fragen bringt Deidamia Achille dazu, ihr die Ehe zu versprechen. Sie erwacht und gesteht, dass sie Schlaf und Wahnsinn nur vorgetäuscht habe. Die anwesenden Insulaner sind beeindruckt (Chor: „O prudenti bugie“).
Szene 7 [5]. Diomede findet sich damit ab, dass Deidamia nun Achille liebt. Er will nicht unter einer unerwiderten Liebe leiden. In der Erstfassung der Oper tröstet ihn die Göttin Minerva mit einem Hinweis auf die Zukunft im Trojanischen Krieg.
Szene 8 [6]. Licomede freut sich über den würdigen Schwiegersohn und seinen Enkel Pirro, den ihm die Amme sogleich vorstellt (Ensemble: „Vieni, vieni, ah vieni fuori“). Doch nun drängt Ulisse zum Aufbruch.
Szene 9 [–]. Ein Chor himmlischer Geister kommentiert den Ausgang der Handlung (Chor: „Fortunate catene“). Sie bringen die Ketten, mit denen Deidamia während ihres Wahnsinns gefesselt war, in den Himmel.
(Paris 1645:) Ballett für acht Indianer und fünf Papageien.

## Gestaltung
Das Libretto ist durchsetzt von freidenkerischem Spott, von komischen, zynischen und erotischen Bestandteilen. Mit der Amme, dem Eunuchen und dem Hauptmann gibt es gleich mehrere komische Partien. Auch die Streitgespräche der Götter enthalten viele spöttische Bemerkungen. Manche Textzeilen spielen auf außerhalb der Handlung liegende Dinge an wie das Teatro Novissimo selbst, die Bühnenbilder, die Musik oder Venedigs schöne Damen. An einer Stelle („Dolce cambio di natura“, II:2) scheint Achille die Bisexualität zu preisen. In den Text sind versteckt die Namen des Komponisten Sacrati und des Impresarios Geronimo Lappoli eingewoben.
Die dramatische Form der Oper zeigt Einflüsse unterschiedlicher Herkunft. Aus dem spanischen Theater stammen die vielen Szenenwechsel und die beiden Handlungsebenen auf der Erde und im Himmel. Die komischen Figuren und das Motiv des Wahnsinns hingegen waren typisch für die Commedia dell’arte und das Stegreiftheater. Die Titel der drei Akte „Protasi“, „Epitasi“ und „Catastrofe“ spielen auf den aristotelischen Aufbau der antiken Tragödie an. Allerdings sind die einzelnen Szenen nur lose miteinander verbunden. Die Musik der auf der Erde spielenden Szenen besteht, wie in der ersten Hälfte des 17. Jahrhunderts üblich, überwiegend aus längeren ausdrucksstarken Rezitativen („recitar cantando“) mit vielen kurzen Arien unterschiedlichen Charakters und Ensemblesätzen. Größer angelegt und voller arioser Einsprengsel sind Deidamias Lamento im zweiten Akt und ihre beiden Wahnsinnsszenen im zweiten und dritten Akt. Die überwiegend verlorene Musik der Götterszenen war vermutlich kantabler gestaltet als die Musik der irdischen Szenen.
Die Orchesterbesetzung der Oper besteht aus Streichern mit Basso continuo. Die Begleitung der Sänger beschränkt sich überwiegend auf den Basso continuo. Nur in besonders dramatischen Momenten wie der Wahnsinnsszene (II:10) kommen auch die höheren Streicher zum Einsatz. Dem emotional weit gespannten Gefühlsrahmen Deidamias entspricht der große Tonumfang ihrer Vokallinien. Wenn auf die Armee zu sprechen kommt, wird dies durch kriegerische Rhythmen und Tonwiederholungen untermalt, die an Trompetenfanfaren erinnern.:88

## Werkgeschichte
Das Libretto der Oper stammt von Giulio Strozzi. Es basiert auf dem unvollendeten zweiten Buch des Epos Achilleis von Publius Papinius Statius und der Nr. 96 aus den Hyginus Mythographus zugeschriebenen Fabulae. Das Motiv des fingierten Wahnsinns hatte Strozzi einige Jahre zuvor bereits in seinem Libretto La finta pazza Licori verwendet, dessen Vertonung Claudio Monteverdi im Mai/Juni 1627 im Auftrag des Hofs von Mantua begann, aber wohl nicht vollendete. Im September 1627 zog der Auftraggeber Alessandro Striggio den Plan zurück. Monteverdis Partitur wurde während der Belagerung Mantuas durch kaiserliche Truppen im Mantuanischen Erbfolgekrieg in den 1630er Jahren vernichtet. Erhalten sind lediglich seine Briefe an Striggio vom Mai bis Juni 1627, in denen er das Libretto lobte und beschrieb. Demnach verkleidete sich die Titelfigur Licori erst als Mann, dann als Frau und täuschte schließlich Wahnsinn vor. Die Briefe enthalten an Strozzi gerichtete Vorschläge über die Struktur von Wahnsinnsszenen, die später auch für andere Librettisten wie Francesco Busenello oder Giovanni Faustini maßgeblich wurden. Strozzi berücksichtigte sie auch in La finta pazza.:86 Deren Text benennt die Republik Venedig ausdrücklich als Nachfolger des Römischen Reichs, das wiederum infolge des Untergangs Trojas gegründet worden sei. Er propagiert Täuschungen sowohl in der Liebe als auch in der Politik. Zusammen mit Strozzis Folgewerken La finta savia von 1643 und Romolo e Remo von 1644 bildet La finta pazza eine Trilogie über die trojanischen Ursprünge Roms.
Die Uraufführung fand am 14. oder 27. Januar 1641 statt. Die Widmung im Libretto stammt vom 14. Januar. Dass der Faschingsdienstag 1641 am 12. Februar war, lässt dagegen auf eine Aufführung am 27. Januar schließen. Mit diesem Werk wurde das Teatro Novissimo in Venedig eröffnet. Dieses Haus war im Gegensatz zu den anderen venezianischen Theatern von Anfang an ausschließlich für die Aufführung von Opern bestimmt. Die Gründung geht auf eine Initiative von Edelleuten und Intellektuellen zurück, darunter Mitglieder der Accademia degli Incogniti wie die Schriftsteller und Librettisten Giacomo Badoaro, Giulio Strozzi und Scipione Errico oder der Historiker Maiolino Bisaccioni. Letzterer verfasste unter dem Titel Il cannocchiale per La finta pazza eine Abhandlung über die Uraufführung. Regisseur und Bühnenbildner war der Militäringenieur Giacomo Torelli, der maßgebliche Erfinder der barocken Bühnenmaschinerie. Sein System bemalter beweglicher Kulissen kam erstmals in diesem Theater zum Einsatz und verbreitete sich anschließend in ganz Europa. Das Teatro Novissimo wurde bereits 1645 wieder geschlossen.
Den Prolog der Oper sang ein Kastrat aus Pistoia, möglicherweise der erst fünfzehnjährige Atto Melani. Die Rolle der vorgeblich wahnsinnigen Deidamia übernahm Anna Renzi. Die Produktion war äußerst erfolgreich, was auch an einer im Vorfeld sorgfältig geplanten und ausgeführten Werbekampagne lag. Während der kurzen Karnevalsspielzeit gab es zwölf Aufführungen innerhalb von siebzehn Tagen. Manche Gäste besuchten bis zu vier Vorstellungen. Der Andrang war so groß, dass Interessenten an der Eingangstür abgewiesen werden mussten. Viele Gäste waren nach Venedig gereist, nur um das gefeierte Werk zu sehen. Erstmals in der Geschichte Venedigs wurde daher das Opernhaus nach Ostern noch einmal für weitere Aufführungen geöffnet.:110 Besonders beliebt waren die Wahnsinnsszenen. Solche fanden anschließend auch nachträglich Eingang in andere Opern der Spielzeit wie Francesco Cavallis La Didone oder Benedetto Ferraris La ninfa avara.

Titelblatt des Librettos, Piacenza 1644

Drei Jahre nach der Uraufführung nahm die fahrende Operntruppe „Comici Febiarmonici“ eine vereinfachte Fassung der Oper als erste Wanderoper der Geschichte ins Programm. Darin wurden alle Bezüge auf Venedig und politische Anspielungen entfernt, die szenisch aufwändigen Götterszenen gestrichen oder gekürzt und sprachliche Feinheiten vereinfacht. Die erste Aufführung war im Mai 1644 im Palazzo Grande in Piacenza. Weitere Aufführungen an italienischen Häusern gab es 1645 in Florenz (Dirigent: Giovan Battista Balbi) und möglicherweise in Lucca, 1646/1647 in Genua, 1647 in Bologna (durch die Accademici Discordati), 1647/1648 in Mailand, 1648 in Reggio nell’Emilia (Dirigent: Sacrati) und Turin und 1652 in Neapel. Das Libretto wurde 1662 in Mailand nachgedruckt. Fast allen Aufführungen lag die Zweitfassung zugrunde. Nur in Reggio nell’Emilia dirigierte Sacrati erneut die Erstfassung, wobei La Vittoria die Schlussszene übernahm.

Titelblatt des Librettos, Venedig 1644

1644 ließ Strozzi in Venedig eine dritte Ausgabe des Librettos drucken, die er im Vorwort selbst als die „wahre finta pazza“ bezeichnete, um sie von der bearbeiteten Piacenza-Fassung abzusetzen.:111

“Venni volentieri à questa Terza impressione della vera Finta Pazza, Perche hò veduto, ch’alcuni musici di fortuna l’hanno variamente fatta ristampar altroue, e la vanno rapresentando, come cosa loro.
 L’autore poco se ne cura, & haurebbe caro di poter ringratiar Iddio, ch’i suoi componimenti gli fussero migliorati.
 Onde ne farai tù il giuditio dalla lettura dell’vna, e dell’altra, e quando tu non ci scorga miglioramento, dirai, s tanto è piaciuta alterata, ch’hauerebbe fatto nel suo vero essere: quando pure in bocca della signora Anna Renzi, con la musica del Signor Sacrati, e con le macchine del Signor Torelli fece stupire vna Venetia.
 Si in sicco, quid in viridi?”

„Ich habe bewusst diese dritte Ausgabe der echten Finta Pazza vorgenommen, weil ich gesehen habe, das einige wandernde Musiker sie andernorts verändert drucken ließen, und dass sie umherreisen und sie aufführen, als stammte sie von ihnen selbst.
 Den Autor kümmert das wenig; er würde Gott gerne dafür danken, wären seine Kompositionen für ihn verbessert worden.
 Daher wirst du selbst nach der Lektüre der einen und der anderen darüber richten, und wenn du keine Verbesserung feststellen solltest, wirst du sagen: Wenn es in der veränderten Form so ein Erfolg war, wie inspirierend muss es in seiner Originalgestalt gewesen sein, als es mit dem Mund der Signora Anna Renzi, mit der Musik des Signor Sacrati und mit den Maschinen des Signor Torelli Venedig beeindruckte.
 Wenn im Trockenen, was im Grünen?“

Bemerkenswert ist eine Produktion im Palais Petit-Bourbon in Paris am 14. Dezember 1645. La finta pazza ist die erste namentlich bekannte italienische Oper, die in Paris gespielt wurde (von einer mutmaßlich bereits im Februar desselben Jahres dort aufgeführten Oper sind keine Details bekannt). Jules Mazarin lud dafür den Dirigenten Giovan Battista Balbi und den Bühnenbildner Giacomo Torelli nach Paris ein. Der Prolog wurde ausgetauscht. Ansonsten wurde im Wesentlichen der Text der Zweitfassung wiedergegeben, teilweise allerdings als Vortrag ohne Musik. Die Bühnenbilder sind in Form von Stichen dokumentiert. Als „Hafen von Skyros“ wurden die Île de la Cité und der Pont Neuf mit dem Standbild des französischen Königs Heinrich IV. abgebildet. Bei der Aufführung war der erst siebenjährige französische König Ludwig XIV. anwesend. Es war sein erster Besuch einer vollständigen Oper. Das Ballett mit den Straußen und Affen hat möglicherweise seinen Wunsch, Tänzer zu werden, geweckt.

Valerio Spada: Bilder der 1645 in Paris aufgeführten Ballette
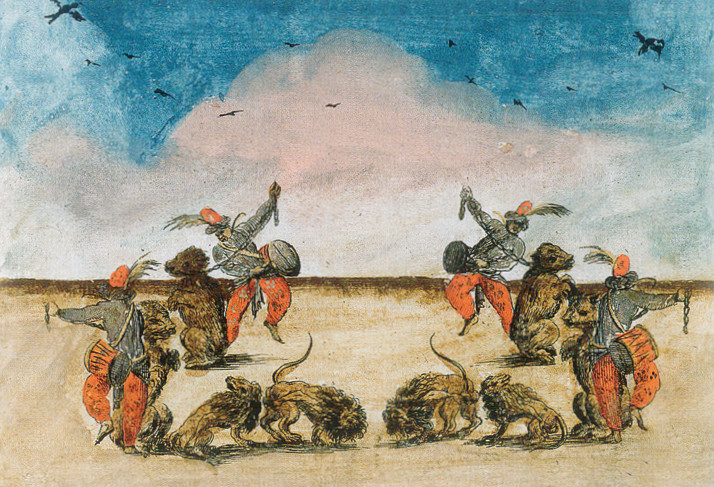
Vier Eunuchen, vier Bären und vier Affen
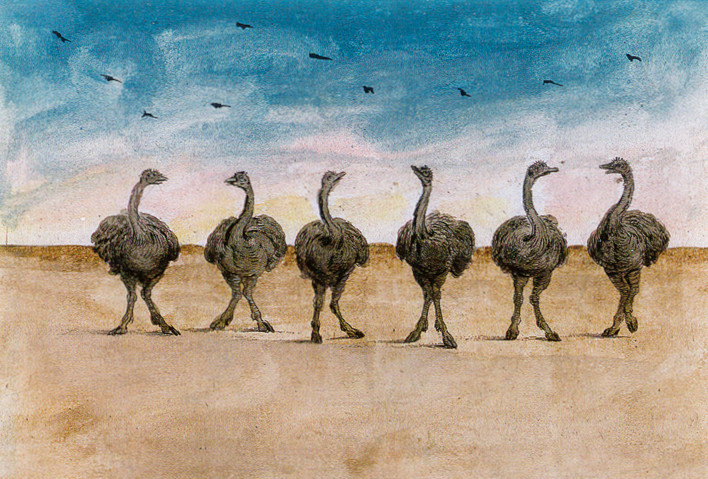
Sechs Strauße
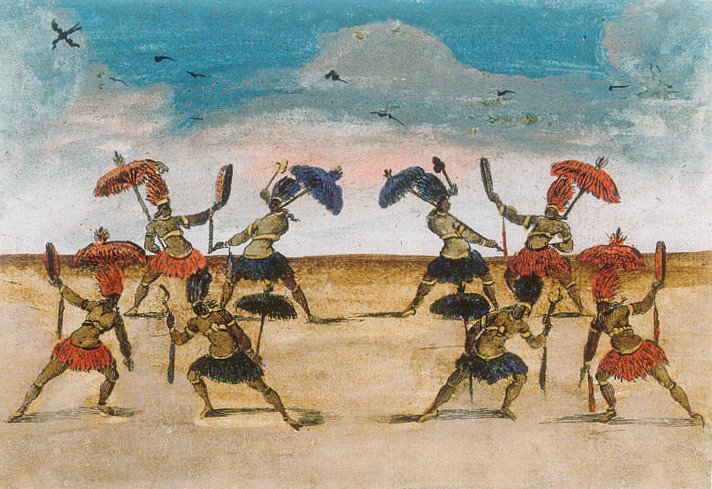
Acht Indianer und fünf Papageien (1)
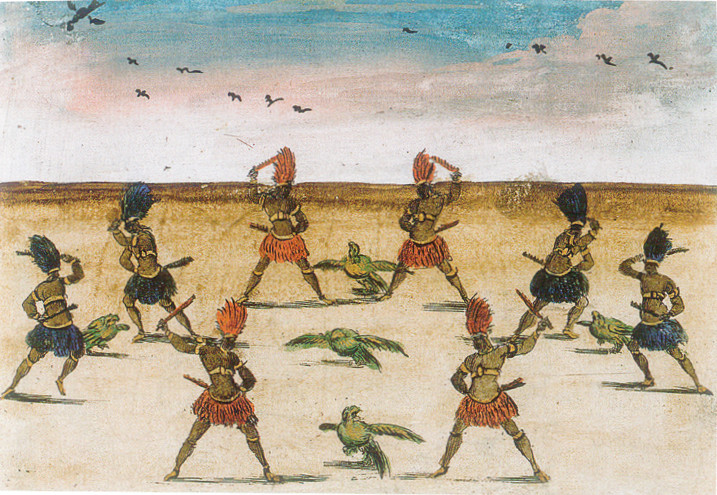
Acht Indianer und fünf Papageien (2)

Wie bei allen Opern Sacratis galt auch die Partitur von La finta pazza lange Zeit als verschollen. Erst 1984 fand sich im Archivio Borromeo dell’Isola Bella eine vermutlich aus Mailand stammende Handschrift der Zweitfassung.
Gelegentlich wurden Vermutungen geäußert, dass Claudio Monteverdis Oper L’incoronazione di Poppea Stücke aus La finta pazza enthalte. Vergleiche mit dem wieder aufgefundenen Partiturmanuskript zeigen, dass die Sinfonia des Prologs, von der nur der Bass notiert ist, mit den beiden Sinfonien des dritten Akts der Incoronazione übereinstimmt. Da jedoch unbekannt ist, zu welcher Aufführungsfassung von Sacratis Oper das Manuskript gehört, lässt sich nicht sagen, welches der beiden Werke die ursprüngliche Quelle ist. Alan Curtis zufolge passt die Musik besser zu den jeweiligen Abschnitten in Monteverdis Oper. Abweichungen der Tonart und Mensur zwischen den Instrumentalstücken und den sie umgebenden Teilen der Incoronazione hingegen könnten auf eine Übernahme aus einer anderen Oper hindeuten. Dafür lassen sich jedoch auch andere Erklärungen finden.
Die erste Wiederaufführung in neuerer Zeit gab es 1987 durch das Teatro La Fenice auf dem Campo Pisani in Venedig. Die musikalische Leitung hatte Alan Curtis. Regie führte Marise Flach. Der Bühnenbildner Pasquale Grossi schuf Nachbildungen von Torellis Bühnenbildern aus Paris. Die Hauptrollen sangen Marina Bolgan (Deidamia), Jeffrey Gall (Achille) und Carlo Gaifa (Ulisse).
Eine Produktion der Opéra de Dijon und der Königlichen Oper Versailles von 2019 unter dem Dirigenten Leonardo García Alarcón und dem Regisseur Jean-Yves Ruf erschien 2021 auf CD und 2022 als Videostream.

## Aufnahmen
- 9.–13. Juni 2021 – Leonardo García Alarcón (Dirigent), Cappella Mediterranea.
 Norma Nahoun (La Fama und Minerva), Julie Roset (Aurora und Giunone), Carlo Vistoli (Ulisse), Valerio Contaldo (Diomede), Salvo Vitale (Capitano), Fiona McGown (Tetide und La Vittoria), Paul-Antoine Bénos-Djian (Achille), Mariana Flores (Deidamia), Alexander Miminoshvili (Giove und Vulcano), Alejandro Meerapfel (Licomede), Kacper Szelążek (Eunuco), Marcel Beekman (Nodrice).
 Aufnahme aus der Königlichen Oper Versailles.
 Château de Versailles CV5070 (3 CDs).[13][11]
- 2022 – Leonardo García Alarcón (Dirigent), Jean-Yves Ruf (Regie), Laure Pichat (Bühne), Claudia Jenatsch (Kostüme), Christian Dubet (Licht), Orchestre de l’Opéra Royal.
 Norma Nahoun (La Fama und Minerva), Julie Roset (Aurora und Giunone), Gabriel Jublin (Ulisse), Valerio Contaldo (Diomede), Salvo Vitale (Capitano), Fiona McGown (Tetide und La Vittoria), Filippo Mineccia (Achille), Mariana Flores (Deidamia), Alexander Miminoshvili (Giove und Vulcano), Alejandro Meerapfel (Licomede), Kacper Szelążek (Eunuco), Marcel Beekman (Nodrice), Ruben Ruf (Pirro).
 Video; Aufnahme aus der Königlichen Oper Versailles.
 Videostream bei medici.tv.[12]

## Digitalisate
- Libretto (italienisch), Venedig 1641. Digitalisat des Münchener Digitalisierungszentrums
- Libretto (italienisch), Piacenza 1644. Digitalisat bei Gallica
- Libretto (italienisch), Venedig 1644. Digitalisat bei Google Books
- Libretto (italienisch), Paris 1645. Digitalisat bei Gallica
- Libretto (italienisch), Paris 1645. Digitalisat bei Gallica (Alternative)